# 西藏对叶兰
西藏对叶兰（学名：Neottia pinetorum）为兰科鸟巢兰属下的一个种。